# Arsínoe I
Arsínoe I (308 a. C. - 247 a. C.) fue reina de Egipto desde 285 a. C. hasta 274 a. C.
Era hija de Lisímaco de Tracia y de Nicea, su primera mujer. Casó en el año 285 a. C. con el faraón Ptolomeo II Filadelfo, como parte de la alianza entre Tracia y Egipto contra Seleuco I Nicátor, diádoco de Siria, teniendo con él tres hijos: Ptolomeo Evergetes, Lisímaco y Berenice Sira.
En 279 a. C. la llegada a Egipto de su madrastra Arsínoe II (hermana a su vez de su marido) supuso el fin de su reinado, pues la exreina de Tracia la acusó de conspirar contra Ptolomeo II, quien la repudió y se casó con su hermana siguiendo la tradición real egipcia, por lo que recibió el sobrenombre de Filadelfo (amigo de sus hermanos). Desde ese momento, Ptolomeo III fue considerado oficialmente como hijo de Arsínoe II.
Rechazada, Arsínoe se trasladó a Coptos, una ciudad del Alto Egipto cerca del Uadi Hammamat, donde residió hasta su muerte en el año 247 a. C. Se ha encontrado una estela con su nombre, en la que se la llama esposa del rey pero no se coloca su nombre en un cartucho, como era la costumbre con las reinas. 